# Geometrie sintetică
Geometria sintetică este cea mai veche ramură a geometriei, care se sprijină în mod esențial pe desene geometrice și  apelează preponderent în rezolvarea problemelor la construcții auxiliare care pot fi reduse la operații efectuate cu rigla și compasul, și la considerații vizuale sintetice. 

## Notă istorică
“Nōlī turbāre circulōs meōs!” (Greacă veche Μή μου τοὺς κύκλους τάραττε! Mḗ mou toùs kýklous táratte!) înseamnă, în latină, “Nu-mi strica cercurile!” 
Arhimede din Siracuza, inginer, matematician și astronom al Greciei antice, ar fi spus aceste cuvinte înainte de a fi ucis de către un soldat roman. Este vorba despre niște cercuri desenate în nisip, probabil undeva în ceea ce astăzi s-ar numi birou, la el acasă.
În principal, geometria euclidiană care nu face apel la un sistem de coordonate sau la un produs scalar, noțiuni care au intervenit mult mai târziu în geometrie, poate fi numită geometrie sintetică.

## Exemplu de demonstrație sintetică

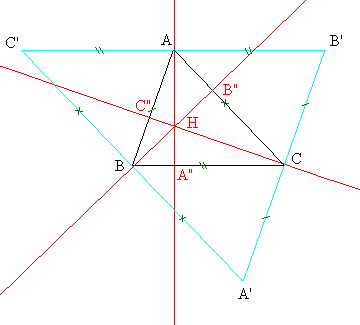
Prin ipoteză segmentul A A” este perpendicular pe BC, iar prin construcție AB'=BC=C'A, deci AA” este mediatoarea segmentului B'C'

Fiind dat un triunghi ABC, să se arate că înălțimile AA”, BB” și CC” sunt concurente într-un punct H, numit ortocentru.
Soluția se obține prin următoarele: Prin vârfurile A, B și C ale triunghiului se trasează paralele care se vor intersecta în A', B' respectiv C'. În triunghiul nou format, cele trei înălțimi sunt mediatoare. Dar mediatoarele unui triunghi sunt concurente. Q.E.D. 